# Кланове на Шотландия
Шотландските кланове дават чувство за идентичност и общ произход на хора в Шотландия. Членовете на клановете вярвали, че произлизат от един общ човек – вожд на клана. В повечето случаи обаче клановете представят по-скоро общо селище или регион на членовете му от колкото общ род.

## История
Думата клан произлиза от шотландски келтски език и означава деца, наследници. Най-старите кланове датират от 5 век. Клановете просъществуват до началото на 18 век, когато правителството накърнява тяхната репутация и се старае да ги премахне. Те постепенно замират. През 19 век романтистичните произведения, както и интересът на хората към историята, шотландската култура и чест, събудили споменът за клановете. Известно е за съществуването на около 300 клана.

## Символи
Клновете си имали свои символи: кариран плат и емблема (на английски: badge). Членовете можели да носят поли, пояси, връзки, шалове и други дрехи в типичното за клана каре (тартан).
- тартан на клана Стюарт от Аппин
- тартан на клана Стюарт от Атол
- тартан на клана Стюарт от Голуей
- тартан на клана Стюарт от Бют